# Villeau
Villeau ist eine Ortschaft und eine ehemalige französische Gemeinde mit 154 Einwohnern (Stand: 1. Januar 2022) im Département Eure-et-Loir in der Region Centre-Val de Loire.
Mit Wirkung vom 1. Januar 2019 wurde Villeau in die bereits seit 1. Januar 2016 bestehende Commune nouvelle Eole-en-Beauce eingemeindet und hat dort ebenfalls den Status einer Commune déléguée. Die fusionierte Gemeinde erhielt den Namen Éole-en Beauce.

## Lage
Nachbarorte sind Les Villages Vovéens im Norden, Éole-en-Beauce im Süden und Villars im Westen.

## Bevölkerungsentwicklung
| Jahr      | 1962 | 1968 | 1975 | 1982 | 1990 | 1999 | 2008 | 2015 |
| --------- | ---- | ---- | ---- | ---- | ---- | ---- | ---- | ---- |
| Einwohner | 202  | 166  | 149  | 121  | 105  | 113  | 170  | 187  |

## Sehenswürdigkeiten
- Kirche Saint-Jean, Monument historique seit 1966

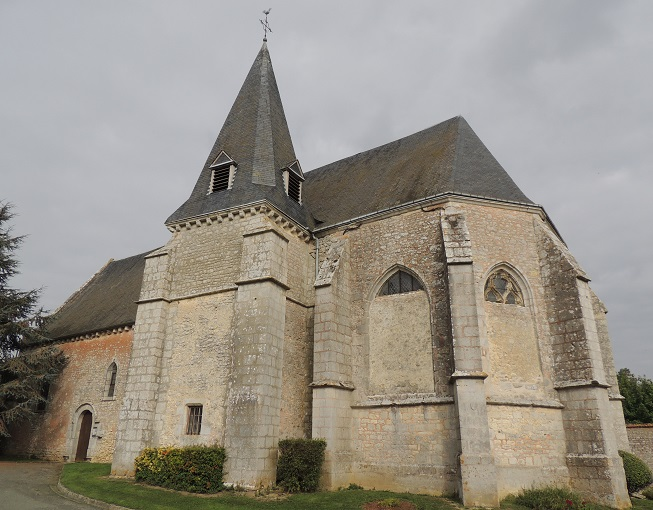
Kirche Saint-Jean